# Liste des chapitres de Gantz

Cet article est un complément de l'article sur le manga Gantz. Il contient la liste des volumes du manga parus en presse, avec les chapitres qu’ils contiennent.

## Volumes reliés

### Tomes 1 à 10
| no | Japonais          | Japonais      | Français         | Français      |
| no | Date de sortie    | ISBN          | Date de sortie   | ISBN          |
| --- | ----------------- | ------------- | ---------------- | ------------- |
| 1 | 11 décembre 2000  | 4-08-876105-7 | 13 juillet 2003  | 2-84580-245-5 |
| Liste des chapitres : - Ch. 001 : Incident (ある事故, Aru Jiko) - Ch. 002 : No exit (不可解な部屋, Fukakai na Heya) - Ch. 003 : La nudité suicidée (裸の自殺少女, Hadaka no Jisatsu Shōjo) - Ch. 004 : Aux ordres de la sphère noire (黒球の指令, Kuro Tama no Shirei) - Ch. 005 : Illusions (イリュージョン, Iryūjon) - Ch. 006 : Rencontre avec l'Homme poireau (ねぎ星人との遭遇, Negi Seijin to no Sōkū) - Ch. 007 : Repos inattendu (非予定調和, Hi-yotei Chōwa) - Ch. 008 : Massacre (惨殺, Zansatsu) - Ch. 009 : Test psychologique (アイヒマンテスト, Aihiman Tesuto) - Ch. 010 : Colère (激憤, Gekifun)                                                                      |                   |               |                  |               |
| 2 | 19 mars 2001      | 4-08-876139-1 | 13 juillet 2003  | 2-84580-246-3 |
| Liste des chapitres : - Ch. 011 : Mort générale (全員死亡, Zen'in Shibō) - Ch. 012 : Hypnose et réveil (催眠と覚醒, Saimin to Kakusei) - Ch. 013 : Regard (眼, Me) - Ch. 014 : Sans peur (怖いもの知らず, Kowaimono Shirazu) - Ch. 015 : Bondir ou mourir (跳躍か死か, Chōyaku ka Shi ka) - Ch. 016 : Mutation physique (肉体の変貌, Nikutai no Henbō) - Ch. 017 : Premier feu (発弾, Hatsudan) - Ch. 018 : Conditions de survie (生還の条件, Seikan no Jōken) - Ch. 019 : Gantz (ガンツ, Gantsu) - Ch. 020 : Score (採点, Saiten) - Ch. 021 : Copie humaine (コピー人間, Copī Ningen) - Ch. 022 : Répétition (重複, Chōfuku)                                                         |                   |               |                  |               |
| 3 | 19 juin 2001      | 4-08-876163-4 | 13 juillet 2003  | 2-84580-324-9 |
| Liste des chapitres : - Ch. 023 : Quotidien (日常, Nichijō) - Ch. 024 : Puissance (強力, Kyōryoku) - Ch. 025 : Un type chanceux (ラッキーな男, Rakkī na Otoko) - Ch. 026 : Animal apprivoisé (愛玩動物, Aigandōbutsu) - Ch. 027 : Potentiel (潜在能力, Senzai Nōryoku) - Ch. 028 : Recommencement (再送, Saisō) - Ch. 029 : Bosozoku (族, Zoku) - Ch. 030 : Disparition publique (路上消失, Rojō Shōshitsu) - Ch. 031 : Incommunicabilité et incompréhension (解説不可能意味不明, Kaisetsu Fukanō Imi Fumei) - Ch. 032 : Oubli (忘れ物, Wasuremono) - Ch. 033 : Délire collectif (集団狂気, Jūdan Kyōki) - Ch. 034 : Monsieur Tanaka (田中さん, Tanaka-san)                           |                   |               |                  |               |
| 4 | 19 octobre 2001   | 4-08-876217-7 | 29 août 2003     | 2-84580-325-7 |
| Liste des chapitres : - Ch. 035 : Voix chantante (歌声, Utagoe) - Ch. 036 : Tricheur (まやかしもの, Mayakashimono) - Ch. 037 : Hors service (機能不全, Kinō Fuzen) - Ch. 038 : Prix de sacrifice (いけにえ, Ikenie) - Ch. 039 : Menace sous-marine (潜行の魔手, Senkō no Mashu) - Ch. 040 : Avertissement ignoré (警告無視, Keikoku Mushi) - Ch. 041 : Oiseaux (鳥, Tori) - Ch. 042 : Données complexes (情報錯綜, Jōhō Sakusō) - Ch. 043 : Tournure imprévue (予想外の展開, Yosōgai no Tenkai) - Ch. 044 : Regroupement de Tanakas (田中の群, Tanaka no Gun) - Ch. 045 : Lolita en action (ろりろり, Rori Rori) - Ch. 046 : Au fond de l'appartement... (アパートの奥, Apāto no Oku) |                   |               |                  |               |
| 5 | 19 février 2002   | 4-08-876267-3 | 28 novembre 2003 | 2-84580-326-5 |
| Liste des chapitres : - Ch. 047 : Echo (共鳴, Kyōmei) - Ch. 048 : Boss (親玉, Oyadama) - Ch. 049 : Tactique inattendu (奇策, Kisaku) - Ch. 050 : Effondrement (崩落, Hōraku) - Ch. 051 : Captures (捕獲, Hokaku) - Ch. 052 : Point faible (弱点, Jakuten) - Ch. 053 : Tranquillité factice (偽りの平穏, Itsuwari no Heion) - Ch. 054 : Désagréable discrédit (不信不快, Fushin Fukai) - Ch. 055 : Le roi défroqué (裸の王様, Hadaka no Ō-sama) - Ch. 056 : Nouveaux participants (新参者, Shinzanmono) - Ch. 057 : Le prêcheur (説法者, Seppōsha) - Ch. 058 : Désespoir (絶望, Zetsubō)                                                                                               |                   |               |                  |               |
| 6 | 17 mai 2002       | 4-08-876293-2 | 2 mars 2004      | 2-84580-392-3 |
| Liste des chapitres : - Ch. 059 : Sexe (セックス, Sekkusu) - Ch. 060 : Le guide (案内人, Annainin) - Ch. 061 : Portail (門, Mon) - Ch. 062 : Les "Nio" (仁王立ち, Niōdachi) - Ch. 063 : Paumes jointes (掌, Tenohira) - Ch. 064 : Brèche (突破口, Toppakō) - Ch. 065 : Sans pitié (慈悲欠落, Jihi Ketsuraku) - Ch. 066 : L'ivresse du combat (扇情の戦場, Senjō no Senjō) - Ch. 067 : Serviteur de la destruction (破壊の僕, Hakai no Boku) - Ch. 068 : Enfer sur Terre (外道降臨, Gedō Kōrin) - Ch. 069 : Aux abois (窮鼠, Kyūso) - Ch. 070 : Elus de Dieu ? (選民意識, Senmin Ishiki)                                                                                               |                   |               |                  |               |
| 7 | 19 septembre 2002 | 4-08-876342-4 | 29 mai 2004      | 2-84580-452-0 |
| Liste des chapitres : - Ch. 071 : Jusqu'au visage de Bouddha... (仏の顔も, Hotoke no Kao Mo) - Ch. 072 : Festin mortel (死の大饗, Shi no Taikyo) - Ch. 073 : Le tireur de la "balle magique" (魔弾の射手, Madan no Shashu) - Ch. 074 : Théâtral Carnage (劇殺, Gekisatsu) - Ch. 075 : Limite (限界, Genkai) - Ch. 076 : Le baiser de la mort (死の接吻, Shi no Seppun) - Ch. 077 : Déclaration d'amour (告白, Kokuhaku) - Ch. 078 : Pleurs & cris (慟哭, Dokoku) - Ch. 079 : Renoncement (諦念, Teinen) - Ch. 080 : Implosion (破裂, Haretsu) - Ch. 081 : Confidences glaciales (冷たい言葉, Tsumetai Kotoba) - Ch. 082 : Celle qui ne recule pas (背水の女, Haisui no Onna)          |                   |               |                  |               |
| 8 | 17 janvier 2003   | 4-08-876388-2 | 29 août 2004     | 2-84580-453-9 |
| Liste des chapitres : - Ch. 083 : Impuissance (無力, Muryoku) - Ch. 084 : Attaque surprise déjouée (奇襲失敗, Kishu Shippai) - Ch. 085 : Langage (人語, Jingo) - Ch. 086 : Communication (コミュニケーション, Comyunikeshon) - Ch. 087 : Substance primaire (本体, Hontai) - Ch. 088 : Le triomphe de la volonté (意思の勝利, Ishi no Shori) - Ch. 089 : Petit frère (弟, Ototo) - Ch. 090 : Solitude (孤独, Kodoku) - Ch. 091 : Drague (ナンパ？, Nanpa?) - Ch. 092 : Nouvel élève (転校生, Tenkosei) - Ch. 093 : La chambre de la sphère noire (黒い球の部屋, Kuroi Tama no Heya) - Ch. 094 : Keï Kurono (くろのけい, Kurono Kei)                                                   |                   |               |                  |               |
| 9 | 19 mai 2003       | 4-08-876442-0 | 29 novembre 2004 | 2-84580-535-7 |
| Liste des chapitres : - Ch. 095 : Le grand saut (幅跳び, Habatobi) - Ch. 096 : Action dans les airs (空中活劇, Kūchū Katsugeki) - Ch. 097 : Conflit intérieur (呵責, Kashaku) - Ch. 098 : Souffre-douleur (嬲り者, Naburimono) - Ch. 099 : Chaos (錯乱, Sakuran) - Ch. 100 : Time-limit (タイムリミット, Taimu Rimitto) - Ch. 101 : Le jeu de la vie (人生ゲーム, Jinsei Gēmu) - Ch. 102 : Destruction de classe (学級崩壊, Gakkyū Hōkai) - Ch. 103 : Abasourdi plus qu'effrayé (恍惚＞不安, Kōkō>Fuan) - Ch. 104 : Justice (正義, Seigi) - Ch. 105 : La dernière proie (最後の餌食, Saigo no Ejiki) - Ch. 106 : Eveil à l'être (存在の発覚, Sonzai no Hakkaku)                       |                   |               |                  |               |
| 10 | 19 août 2003      | 4-08-876486-2 | 25 février 2005  | 2-84580-536-5 |
| Liste des chapitres : - Ch. 107 : Annihilation (殲滅, Senmetsu) - Ch. 108 : Le cours des choses (なりゆき, Kūchū Nariyuki) - Ch. 109 : Aspiration au suicide (自殺志願, Jisatsu Shigan) - Ch. 110 : Phénomène paranormal (超常現象, Chōjō Genshō) - Ch. 111 : Acquisition (体得, Taitoku) - Ch. 112 : Le lieu de l'Ijime (虐めの現場, Ijime no Genba) - Ch. 113 : Meurtre (殺人, Satsujin) - Ch. 114 : Interrogatoire (訊問, Jinmon) - Ch. 115 : L'homme venu de Hakata (博多から来た男, Hakata kara Kita Otoko) - Ch. 116 : Combat mondial (世界戦, Sekai Ikusa) - Ch. 117 : Le boss caché (裏番, Uraban) - Ch. 118 : Amoureux (恋人, Koibito)                                       |                   |               |                  |               |

### Tomes 11 à 20
| no | Japonais         | Japonais      | Français         | Français          |
| no | Date de sortie   | ISBN          | Date de sortie   | ISBN              |
| --- | ---------------- | ------------- | ---------------- | ----------------- |
| 11 | 18 décembre 2003 | 4-08-876538-9 | 27 mai 2005      | 2-84580-628-0     |
| Liste des chapitres : - Ch. 119 : Classe de nuit (真夜中の教室, Mayonaka no Kyōshitsu) - Ch. 120 : Envie et jalousie (羨望と嫉妬, Senbō to Shitto) - Ch. 121 : L'homme masqué (仮面の男, Kamen no Otoko) - Ch. 122 : Le matin du crime (犯行の朝, Hankō no Asa) - Ch. 123 : Shinjuku, 10 heures du matin (新宿午前十時, Shinjuku Gozen Jūji) - Ch. 124 : Massacre à Shinjuku (新宿大虐殺, Shinjuku Daigyakusatsu) - Ch. 125 : Paradis piéton (歩行者天国, Hokōsha Tengoku) - Ch. 126 : Toshukuden, la voie de la main nue (徒手空拳, Toshu Kūken) - Ch. 127 : Surhomme (漢, Otoko) - Ch. 128 : Rédemption (贖い, Aganai) - Ch. 129 : La mort du maître (師の死, Shi no Shi) - Ch. 130 : Si proche du but (憤死, Funshi)    |                  |               |                  |                   |
| 12 | 19 mars 2004     | 4-08-876578-8 | 26 août 2005     | 2-84580-629-9     |
| Liste des chapitres : - Ch. 131 : Chemins croisés (すれ違い, Surechigai) - Ch. 132 : Confrontation (対峙, Taiji) - Ch. 133 : High-Noon (ハイヌーン, Hai Nūn) - Ch. 134 : De justesse (ぎりちょん, Girichon) - Ch. 135 : Nouvelle règle (新ルール, Shin Rūru) - Ch. 136 : Jurassic (ジュラシック, Jurashiku) - Ch. 137 : La loi du plus fort (弱肉強食, Jakunikukyōshoku) - Ch. 138 : Kansai (カンサイ, Kansai) - Ch. 139 : Sabre (剣, Ken) - Ch. 140 : Découpe (両断, Ryōdan) - Ch. 141 : Curée (捕食, Hoshoku) - Ch. 142 : Superman (スーパーマン, Sūpāman) |                  |               |                  |                   |
| 13 | 19 mai 2004      | 4-08-876608-3 | 23 novembre 2005 | 2-84580-630-2     |
| Liste des chapitres : - Ch. 143 : Le rôle du père (父の背中, Chichi no Senaka) - Ch. 144 : Rugissements (咆哮, Hōkō) - Ch. 145 : Entre-déchirements (共食い, Tomogui) - Ch. 146 : Force de survie (生きる力, Ikiru Chikara) - Ch. 147 : Duo de "chocs" (迷コンビ, Mei Konbi) - Ch. 148 : Éjection (落車, Rakusha) - Ch. 149 : Encouragements (鼓舞, Kobu) - Ch. 150 : Leader (リーダー, Rīdā) - Ch. 151 : Abattages simultanées (同時多殺, Dōji Tasatsu) - Ch. 152 : Imparable (回避不可能, Kaihi Fukanō) - Ch. 153 : L'appât (囮, Otori) - Ch. 154 : Liens (情, Jō) |                  |               |                  |                   |
| 14 | 16 juillet 2004  | 4-08-876637-7 | 28 mars 2006     | 2-84580-631-0     |
| Liste des chapitres : - Ch. 155 : Dinosaure en mouvement (恐竜大行進, Kyōryū Daikōshin) - Ch. 156 : Attaque surprise (不意打ち, Fuiuchi) - Ch. 157 : Des yeux par centaine (百眼, Hyaku Me) - Ch. 158 : Costumes noirs (黒服, Kuro Fuku) - Ch. 159 : Nez à nez (邂逅, Kaikō) - Ch. 160 : Esseulé (唯一人, Tada Hitori) - Ch. 161 : Retrouvailles (再会, Saikai) - Ch. 162 : Lanterne de jour (昼行灯, Hiru Andon) - Ch. 163 : Séminaire (セミナー, Seminā) - Ch. 164 : A 5 heures, à Shibuya (渋谷で５時, Shibuya de Goji) - Ch. 165 : Tourbillon (旋風, Senpū) - Ch. 166 : Dent (歯, Ha) |                  |               |                  |                   |
| 15 | 17 décembre 2004 | 4-08-876717-9 | 21 juin 2006     | 2-84580-704-X     |
| Liste des chapitres : - Ch. 167 : Le jeu de la mort (恐竜大行進, Kyōryū Daikōshin) - Ch. 168 : "Telephone shocking" (テレフォンショッキング, Terefon Shokingu) - Ch. 169 : Ouverture (狭間, Hazama) - Ch. 170 : Séparation (別離, Betsuri) - Ch. 171 : Image résiduelle (残像, Zanzō) - Ch. 172 : Etreinte (抱擁, Hōyō) - Ch. 173 : Invisible (透明, Tōmei) - Ch. 174 : La cible (標的, Hyōteki) - Ch. 175 : Retrouvaille (再会, Saikai) - Ch. 176 : Fuite (逃走, Tōsō) - Ch. 177 : Confession (真相吐露, Shinsō Toro) - Ch. 178 : Division (分裂, Bunretsu) |                  |               |                  |                   |
| 16 | 19 avril 2005    | 4-08-876780-2 | 6 septembre 2006 | 2-84580-757-0     |
| Liste des chapitres : - Ch. 179 : Sans scrupules (無軌道, Mukidō) - Ch. 180 : Cible humaine (対人攻撃, Taijin Kōgeki) - Ch. 181 : Zone (エリア, Eria) - Ch. 182 : Meurtrier (人殺し, Hitogoroshi) - Ch. 183 : Pellicule argentique (銀鉛フィルム, Gin'en Firumu) - Ch. 184 : Disparition (消失, Shōshitsu) - Ch. 185 : Le menu 100 points (１００点めにゅ～, Hyakuten Menyū) - Ch. 186 : Cadeau (プレゼント, Purezento) - Ch. 187 : Investigation (捜査, Sōsa) - Ch. 188 : Sanction (成敗, Seibai) - Ch. 189 : Le guerrier musclé (きんにくらいだー, Kinniku Raidā) - Ch. 190 : Déshabillage en "live" (生着替え, Namakigae)                                                                                               |                  |               |                  |                   |
| 17 | 19 juillet 2005  | 4-08-876826-4 | 6 décembre 2006  | 2-84580-786-4     |
| Liste des chapitres : - Ch. 191 : Renommée (周知, Shūchi) - Ch. 192 : En public (公衆の面前, Kōshū no Menzen) - Ch. 193 : Les ogres sont de sortie (オニは外, Oni wa Soto) - Ch. 194 : Bataille urbaine (市街戦, Shigaisen) - Ch. 195 : Boutefeu (燃焼系, Nenshōkei) - Ch. 196 : Téléportation (転位, Ten'i) - Ch. 197 : Combat rapproché (接近勝負, Sekkin Shōbu) - Ch. 198 : Poule mouillée (チキン野郎, Chikin Yarō) - Ch. 199 : Polymorphe (不定形, Futeikei) - Ch. 200 : "Glups" (ゴックン, Gokkun) - Ch. 201 : Vomissement meurtrier (殺人嘔吐, Satsujin Ōto) - Ch. 202 : L'Homme qu'un vœu fit naître (願いから生まれた男, Negai kara Umareta Otoko)                                                                |                  |               |                  |                   |
| 18 | 18 novembre 2005 | 4-08-876881-7 | 7 mars 2007      | 2-84580-787-2     |
| Liste des chapitres : - Ch. 203 : Poing (ゲンコツ, Genkotsu) - Ch. 204 : Swing Rock (スイングロック, Suingu Rokku) - Ch. 205 : Rivaux (好敵手, Kōtekisha) - Ch. 206 : Avant la tempête (嵐の前, Arashi no Mae) - Ch. 207 : Chronique d'une lutte sanglante annoncée (血風録, Keppūroku) - Ch. 208 : Le Seigneur de la foudre (カミナリサマ, Kaminari-sama) - Ch. 209 : Déclaration d'extermination de l'humanité (人類撲滅宣言, Jinrui Bokumetsu Sengen) - Ch. 210 : Attaque ultime (一撃必死, Ichigeki Hisshi) - Ch. 211 : Vision (見えているモノ, Miete Iru Mono) - Ch. 212 : Fichus (だめじゃん, Dame-jan) - Ch. 213 : Frappe sautée (飛び斬り, Tobikiri) - Ch. 214 : Synchronicité (シンクロニシティ, Shinkuronishiti) |                  |               |                  |                   |
| 19 | 19 juin 2006     | 4-08-877069-2 | 6 juin 2007      | 978-2-84580-997-0 |
| Liste des chapitres : - Ch. 215 : Sentiment de liesse (歓喜のパトス, Kanki no Patosu) - Ch. 216 : 100 points... (１００点・・・, Hyakuten...) - Ch. 217 : De l'usage de la liberté (自由の使い方, Jiyū no Tsukai Kata) - Ch. 218 : Come-back (カムバック, Kamubakku) - Ch. 219 : Le 3e ressuscité (３人目の生還者, Sanninme no Seikansha) - Ch. 220 : Numéro 1 (いちばん, Ichiban) - Ch. 221 : Un repos mérité (おつかれさま, Otsukaresama) - Ch. 222 : Frères (兄と弟, Ani to Otōto) - Ch. 223 : Restes indélébiles (消せない残滓, Ikenai Zansai) - Ch. 224 : Adorable maniaque (ラブリーストーカー, Raburī Sutōkā) - Ch. 225 : Clé (カギ, Kagi) - Ch. 226 : Contact (コンタクト, Kontakuto)                              |                  |               |                  |                   |
| 20 | 19 décembre 2006 | 4-08-877187-7 | 5 septembre 2007 | 978-2-7595-0047-5 |
| Liste des chapitres : - Ch. 227 : Chasseur de Mystère (ミステリーハンター, Misuterī Hantā) - Ch. 228 : A la table des hommes en noir (黒服の食卓, Kuro Fuku no Shokutaku) - Ch. 229 : Fuites (流出, Ryūshutsu) - Ch. 230 : Ouvre-boîte (唐竹割り, Karatake Wari) - Ch. 231 : Visite à domicile (家庭訪問, Katei Hōmon) - Ch. 232 : Altruisme (利他的行動, Ritateki Kōdō) - Ch. 233 : Quelque part, tous les deux (一緒にどっか, Issho ni Dokka) - Ch. 234 : Moi, un héros ? (英雄, 俺？, Eiyū, Ore?) - Ch. 235 : Bataclan (ジャンクパーティー, Janku Pātī) - Ch. 236 : Désinfection UV (光殺菌, Hikari Sakkin) - Ch. 237 : Phase suivante (・・・ネクストフェイズ, ..Nekusuto Feizu)                                       |                  |               |                  |                   |

### Tomes 21 à 30
| no | Japonais          | Japonais          | Français         | Français          |
| no | Date de sortie    | ISBN              | Date de sortie   | ISBN              |
| --- | ----------------- | ----------------- | ---------------- | ----------------- |
| 21 | 18 mai 2007       | 978-4-08-877276-9 | 12 décembre 2007 | 978-2-7595-0048-2 |
| Liste des chapitres : - Ch. 238 : Samouraï-gigolo (ホストさむらい, Hosuto Samurai) - Ch. 239 : Nuraripyon (ぬらりぴょん, Nurari-pyon) - Ch. 240 : Dotombori (ドートンボリ, Dōtonbori) - Ch. 241 : Odeurs d'allégresse (歓喜なる臭気, Kanki Naru Shūki) - Ch. 242 : Mais qu'est-ce que... (なんやねん, Nan'yanen) - Ch. 243 : West Side Story (ウエストサイドストーリー, Uesuto Saido Sutōrī) - Ch. 244 : La ville du "Kuidaoré" (喰いだおれの街, Kuidaore no Machi) - Ch. 245 : Ultime motivation (強さのラストピース, Tsuyosa no Rasuto Pīsu) - Ch. 246 : Chasser ou être chassé (狩りと狩られ, Kari to Karare) - Ch. 247 : Vies sans valeur (チープな命たち, Chippu na Inochi-tachi) |                   |                   |                  |                   |
| 22 | 19 novembre 2007  | 978-4-08-877349-0 | 18 juin 2008     | 978-2-7595-0201-1 |
| Liste des chapitres : - Ch. 248 : Résolution et abnégation (死捨悟入, Shisha Gonyū) - Ch. 249 : Le Martien faux-jeton (ギゼンシャ星人, Gizensha Sijin) - Ch. 250 : Trois sadiques finis (ドＳの３人, Do S no Sannin) - Ch. 251 : Un homme déterminé (ひたむきな男, Hitamuki na Otoko) - Ch. 252 : Les gens de l'ouest... (西の人々, Nishi no Hitobito) - Ch. 253 : A qui avons-nous l'honneur ? (なにがしそれがし？, Nanigashi Soregashi?) - Ch. 254 : Un doigt (指一本, Yubi Ippon) - Ch. 255 : C'est mon problème (勝手やネん, Katte Yanen) - Ch. 256 : Celui qui vaut 100 points (１００点のヤツ, Hyakuten no Yatsu) |                   |                   |                  |                   |
| 23 | 19 mai 2008       | 978-4-08-877445-9 | 19 novembre 2008 | 978-2-7595-0202-8 |
| Liste des chapitres : - Ch. 257 : Acte désespéré (やぶれかぶれ, Yabure Kabure) - Ch. 258 : Pachi-pachi head (パチパチヘッド, Pachipachi Heddo) - Ch. 259 : Semi-éveil (半覚醒, Hankakusei) - Ch. 260 : Contre les forces d'autodéfense (対自衛隊, Tai Jieitai) - Ch. 261 : Anéantissement et extinction (消滅と消失, Shōmetsu to Shōshitsu) - Ch. 262 : Comme un cafard (ゴキブリなみ, Kokiburi na Mi) - Ch. 263 : Mort impensable (ありえない死, Arienai Shi) - Ch. 264 : Souplesse prévaut sur force (柔よく剛を・・・, Yawa Yoku Gō o...) |                   |                   |                  |                   |
| 24 | 17 octobre 2008   | 978-4-08-877511-1 | 23 mars 2009     | 978-2-7595-0268-4 |
| Liste des chapitres : - Ch. 265 : Enfer au féminin (女地獄, Onna Jigoku) - Ch. 266 : Assaut en embuscade (伏兵の強襲, Fukuhei no Kyōshū) - Ch. 267 : Liberté de mouvement limitée (強制参加, Kyōsei Aanka) - Ch. 268 : Celui qui ne reviendra pas (還らぬ者, Kaeranumono) - Ch. 269 : Combinaison noire ultime (弱肉強食, Jakunikukyōshoku) - Ch. 270 : Ping Pong (ピンポン, Pin Pon) - Ch. 271 : Différence de force anéantie (断絶する彼我差, Danzetsu Suru Higa Sa) - Ch. 272 : Sortie et indice (選手交代, Senshu Kōtai) |                   |                   |                  |                   |
| 25 | 19 février 2009   | 978-4-08-877597-5 | 9 septembre 2009 | 978-2-7595-0269-1 |
| Liste des chapitres : - Ch. 273 : Rugissement de peur (恐怖の咆哮, Kyōfu no Hōkō) - Ch. 274 : Balles de chair en rafale (肉弾ラッシュ, Nikudan Rasshu) - Ch. 275 : Tactique de recouvrement (挽回の奇策, Bankai no Kisaku) - Ch. 276 : Tu réponds par une question (質問に質問, Shitsumon ni Shitsumon) - Ch. 277 : Attaque "éclair" (魔弾の射手, Madan no Shashu) - Ch. 278 : L'offensive furieuse venue de l'ombre (千載一遇のラッシュ, Senzai Ichigū no Rasshu) - Ch. 279 : Revival (価値ある選択, Kachi Aru Sentaku) - Ch. 280 : Prélude au désastre (崩壊の序曲, Hōkai no Jokyoku) |                   |                   |                  |                   |
| 26 | 19 juin 2009      | 978-4-08-877668-2 | 31 mars 2010     | 978-2-7595-0366-7 |
| Liste des chapitres : - Ch. 281 : Chaleur remémorée (ぬくもりの記憶, Nukumori no Kioku) - Ch. 282 : Prétentieux primates (驕れる霊長類, Ogoreru Reichōrui) - Ch. 283 : La réunion du désespoir (絶望ミーティング, Zetsubō Mītingu) - Ch. 284 : Usine (工場, Gōjō) - Ch. 285 : Cette mort qui relie (繋がる球と想い, Tsunagaru Tama to Omoi) - Ch. 286 : Sentiment perverti (歪む思い, Yugamu Omoi) - Ch. 287 : La signification du souffre-douleur (いじめの定義, Ijime no teigi) - Ch. 288 : Le son de la pulvérisation finale (終末の破砕音, Shūmatsu no hasai on) - Ch. 289 : Monde à l'attaque (強襲する世界, Kyōshū suru sekai) - Ch. 290 : Sagesse de paille (藁のような叡知, Kō no yōna Eichi) - Ch. 291 : Belles idoles en révolte (美の叡智, Bi no Eichi) |                   |                   |                  |                   |
| 27 | 19 octobre 2009   | 978-4-08-877721-4 | 30 juin 2010     | 978-2-7595-0367-4 |
| Liste des chapitres : - Ch. 292 : Tragédie internationale (多国籍惨劇, Takokuseki Sangeki) - Ch. 293 : Le prix de la bravoure (勇気の対価は感想, Yūki no Taika wa Kansō) - Ch. 294 : Shutdown (シャットダウン, Shattodaun) - Ch. 295 : Syndrome d'effondrement des colonies d'abeilles (蜂群崩壊症候群, Hōgun Hōkai Shōkōgun) - Ch. 296 : Le sens de la "fin" (終わりの意味, Owari no Imi) - Ch. 297 : L'intérieur de la sphère noire bouge (黒球の中の胎動, Kuro Tama no Naka no Taidō) - Ch. 298 : Providence et Amour détournés (歪む摂理と恋心, Igamu Setsuri to Koikokoro) - Ch. 299 : Mise en branle de l'éternité (永遠のつくりかた, Eien no Tsukurikata) - Ch. 300 : Le vieux sage de l'obscurité (闇の帳の老賢者, Yami no Chō no Rōkenja) - Ch. 301 : La lumière du manoir (館の中の白日, Kan no Naka no Hakujitsu) - Ch. 302 : Le trickster Berlinois (伯林のトリックスター, Berurin no Torikkusutā) - Ch. 303 : Clarté de destruction (破滅のデイライト, Hametsu no Dei Raito) |                   |                   |                  |                   |
| 28 | 19 mai 2010       | 978-4-08-877854-9 | 2 février 2011   | 978-2-7595-0368-1 |
| Liste des chapitres : - Ch. 304 : Etoile filante (シューティングスター, Shūtingu Sutā) - Ch. 305 : Capitulation refusée (降伏却下, Kōfuku Kyakka) - Ch. 306 : Tôkyô Eliminator (トーキョー・エリミネーター, Tōkyō Eriminētā) - Ch. 307 : Giga Structure (ギガ・ストラクチャー, Giga Sutorakuchā) - Ch. 308 : L'inconnu et le crash (未知との激突, Michi to no Gekitotsu) - Ch. 309 : Résolus à combattre (決意の火蓋, Ketsui no Hibuta) - Ch. 310 : Ceux qui sont sauvés, ce qui est perdu (救えた者と零した物, Sukuetamono to Koboshitamono) - Ch. 311 : Espoir éphémère (ステルスの希望, Suterusu no Kibō) |                   |                   |                  |                   |
| 29 | 17 septembre 2010 | 978-4-08-879025-1 | 19 mai 2011      | 978-2-7595-0587-6 |
| Liste des chapitres : - Ch. 312 : La contre-attaque commence (逆襲の執行, Gyakushū no Shikkō) - Ch. 313 : Perte de contrôle (制御の消失, Seigyo no shōshitsu) - Ch. 314 : Agitation (アジテーション, Ajitēshon) - Ch. 315 : Le Choc des Civilisations (文明の衝突, Bunmei no Shōtotsu) - Ch. 316 : Twist and Turn (ツイスト アンド ターン, Tsuisuto ando Tān) - Ch. 317 : Moment de supériorité (刹那の優勢, Setsuna no Yūsei) - Ch. 318 : L'intense recherche du bien-être (猛追する安否, Mōtsui suru Anpi) - Ch. 319 : Vie écorchée (剥がされる命, Hagasareru Inochi) |                   |                   |                  |                   |
| 30 | 19 juin 2011      | 978-4-08-879088-6 | 7 septembre 2011 | 978-2-7595-0676-7 |
| Liste des chapitres : - Ch. 320 : Signal de mort (断末の合図, Danmatsu no Aizu) - Ch. 321 : Perversité salvatrice (変質する救済, Henshitsu suru Kyūsai) - Ch. 322 : Au carrefour des plus effrayantes routes (連鎖の最底辺, Rensa no Saiteihen) - Ch. 323 : Les bas-fonds d'un monde extraterrestre (異界の深奥, Ikai no Shin'ō) - Ch. 324 : Le choix du héros (力有る者の選択, Chikara arumono no Sentaku) - Ch. 325 : Réunion exposée (展示された再会, Tenjisareta Saikai) - Ch. 326 : La fille-jouet ((玩具少女, Gangu Shōjo) |                   |                   |                  |                   |

### Tomes 31 à 37
| no | Japonais        | Japonais          | Français          | Français          |
| no | Date de sortie  | ISBN              | Date de sortie    | ISBN              |
| --- | --------------- | ----------------- | ----------------- | ----------------- |
| 31 | 19 avril 2011   | 978-4-08-879129-6 | 2 novembre 2011   | 978-2-7595-0677-4 |
| Liste des chapitres : - Ch. 327 : L'innocence emprisonnée (駕籠の中の純情, Kago no Naka no Junjō) - Ch. 328 : Transcendance (超越, Chōetsu) - Ch. 329 : Rassemblement rebelle (叛意の集結, Han'i no Shūketsu) - Ch. 330 : Ouverture des hostilités (開戦の開始, Kaisen no Kaishi) - Ch. 331 : Invasion renversée (可逆なる侵略, Kagyaku Naru Shinryaku) - Ch. 332 : Accumulation de volontés (集積する意志たち, Shūseki Suru Ishi-tachi) - Ch. 333 : Moyens extrêmes (極限の仕様, Kyokugen no Shiyō) - Ch. 334 : Vitalité irréversible (非可逆生命, Hikagyaku Seimei) - Ch. 335 : Aides entre-croisées (すれ違う救済, Surechigau Kyūsai) |                 |                   |                   |                   |
| 32 | 19 août 2011    | 978-4-08-879185-2 | 14 mars 2012      | 978-2-7595-0797-9 |
| Liste des chapitres : - Ch. 336 : Du nombre et de qualité des vies (命の質と数, Inochi no Shitsu to Kazu) - Ch. 337 : Acculés à la paix (和平と背水, Wahei to Haisui) - Ch. 338 : Garde avancée VS lumière d'espoir (迎撃の光明, Geigeki no Kōmyō) - Ch. 339 : Le début d'une longue série (連鎖の始まり, Rensa no Hajimari) - Ch. 340 : avidité renversée (反転する光明, Hanten Suru Kōmyō) - Ch. 341 : Repos ravagé (爆裂する安息, Bakuretsu Suru Ansoku) - Ch. 342 : Régénération perdue (再生破綻, Saisei Hatan) - Ch. 343 : L'enclos aux leurres (疑似餌の囲い, Gijie no Kakoi)                                                     |                 |                   |                   |                   |
| 33 | 19 janvier 2012 | 978-4-08-879255-2 | 13 juin 2012      | 978-2-7595-0798-6 |
| Liste des chapitres : - Ch. 344 : Tuer est jouer (生殺遊戯, Seisatsu Yūgi) - Ch. 345 : Résignation pro-active (攻性の諦観, Kōsei no Teikan) - Ch. 346 : Combustion consommée (消費される燃焼, Shōhi Sareru Nenshō) - Ch. 347 : Crâne Sursaturé (飽和する頭蓋, Hōwa Suru Zuga) - Ch. 348 : Tumeur en furie (暴走する腫瘍, Bōsō Suru Shuyō) - Ch. 349 : Lutte inaboutie (闘争未満, Tōsō Miman) - Ch. 350 : Issue ultra-réduite (針ほどの活路, Hari Hodo no Katsuro) - Ch. 351 : Nobles sentiments (美しき感情, Utsukushiki Kanjō) |                 |                   |                   |                   |
| 34 | 10 mai 2012     | 978-4-08-879328-3 | 12 septembre 2012 | 978-2-7595-0799-3 |
| Liste des chapitres : - Ch. 352 : Rencontre à la dérobée (逢瀬の交差, Ōse no Kōsa) - Ch. 353 : Deus Ex Machina (機械仕掛けの神, Kikai Jikake no Kami) - Ch. 354 : Moi aussi (俺だッて, Oreda tte) - Ch. 355 : Parallèles offensifs (強襲する平行, Kyōshū Suru Heikō) - Ch. 356 : Rêve défendu (禁忌の夢, Kinki no Yume) - Ch. 357 : Melody (小さな恋のメロディ, Chīsana Koi no Merodi) - Ch. 358 : Marche d'acier (鋼鉄マーチ, Kōtetsu Māchi) - Ch. 359 : Le despote au regard vague (やぶにらみの暴君, Yabu Nirami no Bōkun) |                 |                   |                   |                   |
| 35 | 19 octobre 2012 | 978-4-08-879438-9 | 20 février 2013   | 978-2-7595-0800-6 |
| Liste des chapitres : - Ch. 360 : Confession et repentance (告白と懺悔, Kokuhaku to Zange) - Ch. 361 : Front hurlant (戦線叫叫, Sensen Kyōkyō) - Ch. 362 : Expiation vaine (儚い贖い, Hakanai Aganai) - Ch. 363 : La tour du ciel (空の塔, Sora no Tō) - Ch. 364 : Accord dissonant (不協和の共鳴, Fu Kyōwa no Kyōmei) - Ch. 365 : Négociations en marge (外道ネゴシエイション, Gedō Negoshieishon) - Ch. 366 : La grande évasion (ザ・グレイト・エスケープ, Za Gureito Esukēpu) - Ch. 367 : L'avènement d'un héros (英雄の作り方, Eiyū no Tsukurikata)                                                                                  |                 |                   |                   |                   |
| 36 | 19 mars 2013    | 978-4-08-879588-1 | 11 septembre 2013 | 978-2-7595-1053-5 |
| Liste des chapitres : - Ch. 368 : Dévastation et aveux (蹂躙と告白, Jūrin to Kokuhaku) - Ch. 369 : Question Time (クエスチョンタイム, Kuesuchon Taimu) - Ch. 370 : Prefect plan (パーフェクトプラン, Pāfekuto Puran) - Ch. 371 : La preuve par l'humain (人間の証明, Ningen no Shōmei) - Ch. 372 : La destination de la matière (その質量の行方, Sono Shitsuryō no Yukue) - Ch. 373 : Méthode de duel (決闘作法, Kettō Sahō) - Ch. 374 : Rush Hour (ラッシュアワー, Rasshuawaa) - Ch. 375 : Le dernier rempart (最後の障壁, Saigo no Shōheki)                                                                                            |                 |                   |                   |                   |
| 37 | 19 août 2013    | 978-4-08-879627-7 | 4 décembre 2013   | 978-2-7595-1144-0 |
| Liste des chapitres : - Ch. 376 : Le défi du vaincu (敗残者の挑戦状, Haizan-sha no Chōsen-jō) - Ch. 377 : Le blues du prométhée (プロメテウスの憂鬱, Purometeusu no Yūutsu) - Ch. 378 : Charge suprême et face-à-face (最大荷重の対峙, Saidai Kajū no Taiji) - Ch. 379 : Espoir contre désespoir (希望と絶望の応酬, Kibō to Zetsubō no Ōshū) - Ch. 380 : Engagement éclair (渾身の一閃, Konshin no Issen) - Ch. 381 : Résignation unies (収束する諦観, Shūsoku suru Teikan) - Ch. 382 : Assemblage foudroyant (迅雷の交錯, Jinrai no Kōsaku) - Ch. 383 : Point final (最期の終止符, Saigo no Shūshifu)                                   |                 |                   |                   |                   |